# Білоруси в США

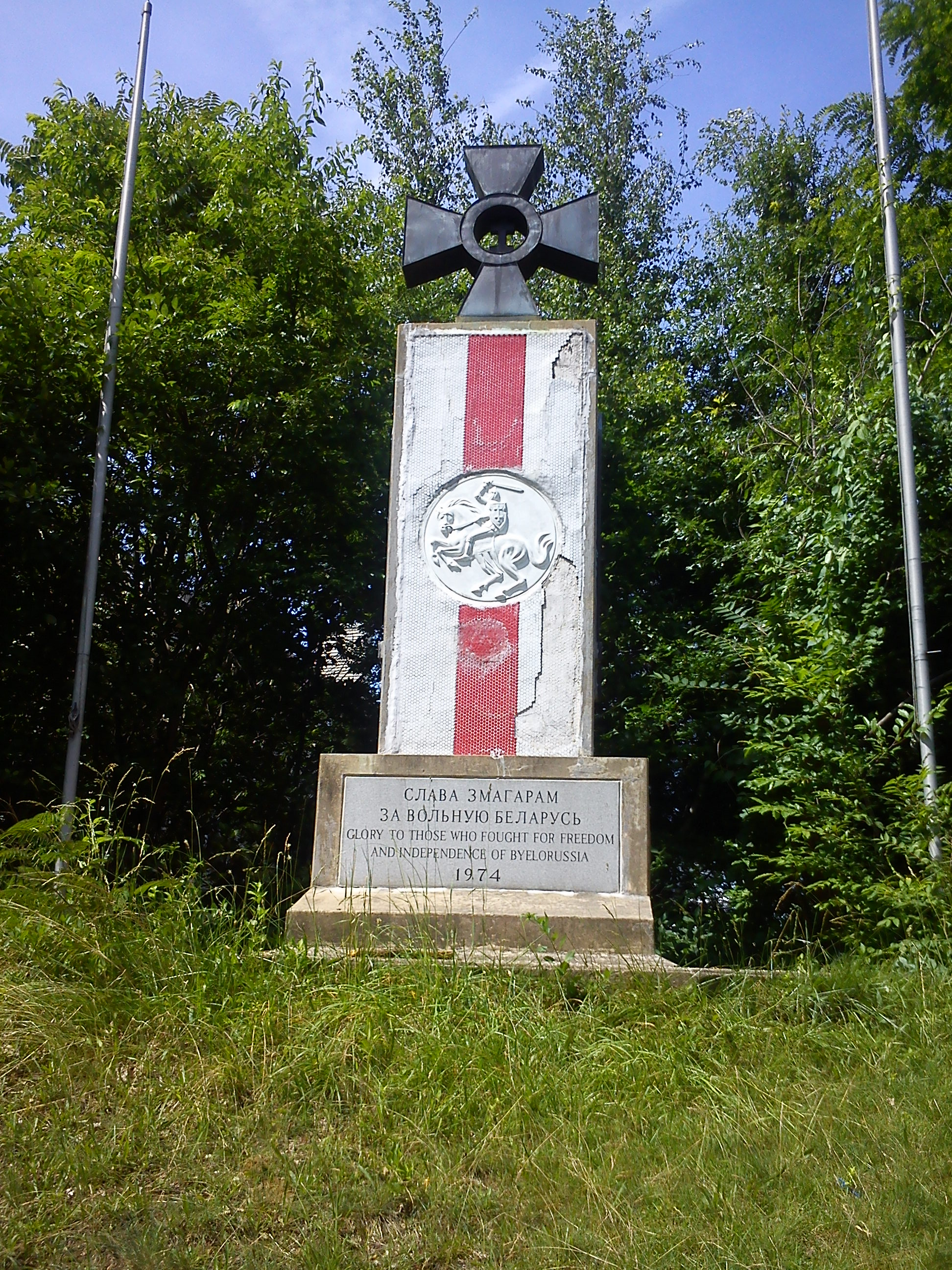
Пам'ятник борцям за свободу і незалежність Білорусі у Саут-Рівер, поставлений у 1974 році

Білоруси в США (біл. Беларускія амэрыканцы, англ. Belarusian American) — громадяни США, що мають білоруське коріння. Точну кількість білорусів у США встановити неможливо, оскільки перепис та імміграційна статистика не враховувала білорусів в окрему категорію, і багато хто з них зареєстрований поляками або росіянами, залежно від регіону Білорусі, в якому вони народилися.

## Історія

### Перша хвиля еміграції
Історія білоруської діаспори у Сполучених Штатах бере свій початок ще у XVII столітті. Вважається, що першими білорусами на території США стали вихідці з Великого князівства Литовського, привезені у Новий світ англійським мореплавцем Джоном Смітом в 1603 році. Переселенці осіли у Вірджинії. Перша хвиля еміграції припадає на початок XIX століття, будучи пов'язана з поділами Речі Посполитої та поразкою повстання Тадеуша Костюшка. В США емігрували католицькі священики білоруського походження, що сприяли розширенню релігійної освіти. Прикладом таких слугує Франтішек Деружинський, який перебуваючи на високих церковних посадах, став засновником шкільної католицької системи освіти. 
Налагоджені в 1810-і роки зв'язки єзуїтів Білорусі та США пояснюються тим, що після заборони в 1773 році Папою Римським Ордена єзуїтів останній продовжив існувати на території колишнього Великого Князівства Литовського. Щоб зберегти себе організаційно, американські єзуїти стали Білоруською організацією Товариства Ісуса (з 1805 до 1814 року, коли діяльність ордену була відновлена). Серед емігрантів того часу переважали особи дворянського походження. Робилися спроби створення громад земляцького типу, на початку XIX століття існував гурток «литовської шляхти» з Вітебщини і Могильовщини.
Друга хвиля масової еміграції з Білорусі почалася в останні декади XIX століття і тривала до Першої світової війни, переважно в пошуках заробітків. Білоруси їхали в США через Лібау і північну Німеччину. Вони, як правило, селилися в Нью-Йорку, Філадельфії, Бостоні та Балтиморі. Білоруські переселенці працювали переважно у вугільній, металообробній, сталеливарній, тютюновій, бавовняній промисловості, на цементних та цегляних заводах. Уродженці Білорусі були в числі засновників сільськогосподарських колоній, які стали з'являтися в США у 2-й половині XIX століття на основі спільної власності. Однак більшість цих мігрантів зареєстрували як росіян (якщо були православними) або поляків (католики) і не створили власних національних організацій. Частина білорусів брала участь у створенні профспілкових громад, інші стали членами таких політичних організацій як Федерація союзів російських робітників в Чикаго.

### Міжвоєнний період
Білоруси, які емігрували в США у міжвоєнний період, були переважно політичними іммігрантами, головним чином із Західної Європи та Польщі. З самої Білорусі виїхали  хіба деякі єврейські родини. Зменшення кількості емігрантів пояснюється змінами у законодавстві США і проявами світової економічної кризи, результатом якої став високий рівень безробіття в країні. Попри те, йшло формування перших білоруських національних організацій, політичних центрів і культурних осередків. У 1921 році в Нью-Йорку були створені Білоруський національний комітет і Білоруське пресбюро, у 1923 в Чикаго — Білорусо-американський союз, який діяв до початку 1940-х. У 1935 в Іллінойсі зареєстроване Білорусо-американське громадське об'єднання. Емігрантська періодика в міжвоєнний період представлена такими газетами і журналами, як  «Беларуская трыбуна» (1926), «Амерыканскі беларус» (1930).
У 1928 році в Чикаго створене перше в США політичне об'єднання — Білорусо-американський громадський клуб, який на виборах 1928, 1932 і 1936 років підтримував кандидатів від Демократичної партії. Під час виборів 1936 року діяв спільний Білорусо-український республіканський клуб. Значна частина іммігрантів міжвоєнного часу, як і попередніх хвиль, потрапила під вплив російських і польських кіл або приєдналася до українських емігрантських організацій. Про загальні з українською діаспорою заходи не раз писала преса білоруських емігрантів і періодичні видання на батьківщині. Наприклад, газета «Беларуская крыніца», яка виходила у Вільнюсі, на своїх сторінках зазначала, що селяни, які виїхали на початку століття в Сполучені Штати Америки і Канаду, були прихильно зустрінуті вихідцями з України.
Після Другої світової війни, в проміжку між 1948 і початком 1950-х років в США емігрувало близько 50 000 білорусів — колишніх військовополонених польської і радянської армій, остарбайтерів, емігрантів, які покинули Білорусь незабаром перед війною або з відходом німецьких військ, а також повоєнних біженців і дисидентів. Більшість таких людей приїхали в США з  Західної Німеччини і  Австрії; серед них були жителі й інших країн, таких як Велика Британія, Франція, Італія, Бельгія, Данія, деякі держави Південної Америки і  Північної Африки.

### Післявоєнний період

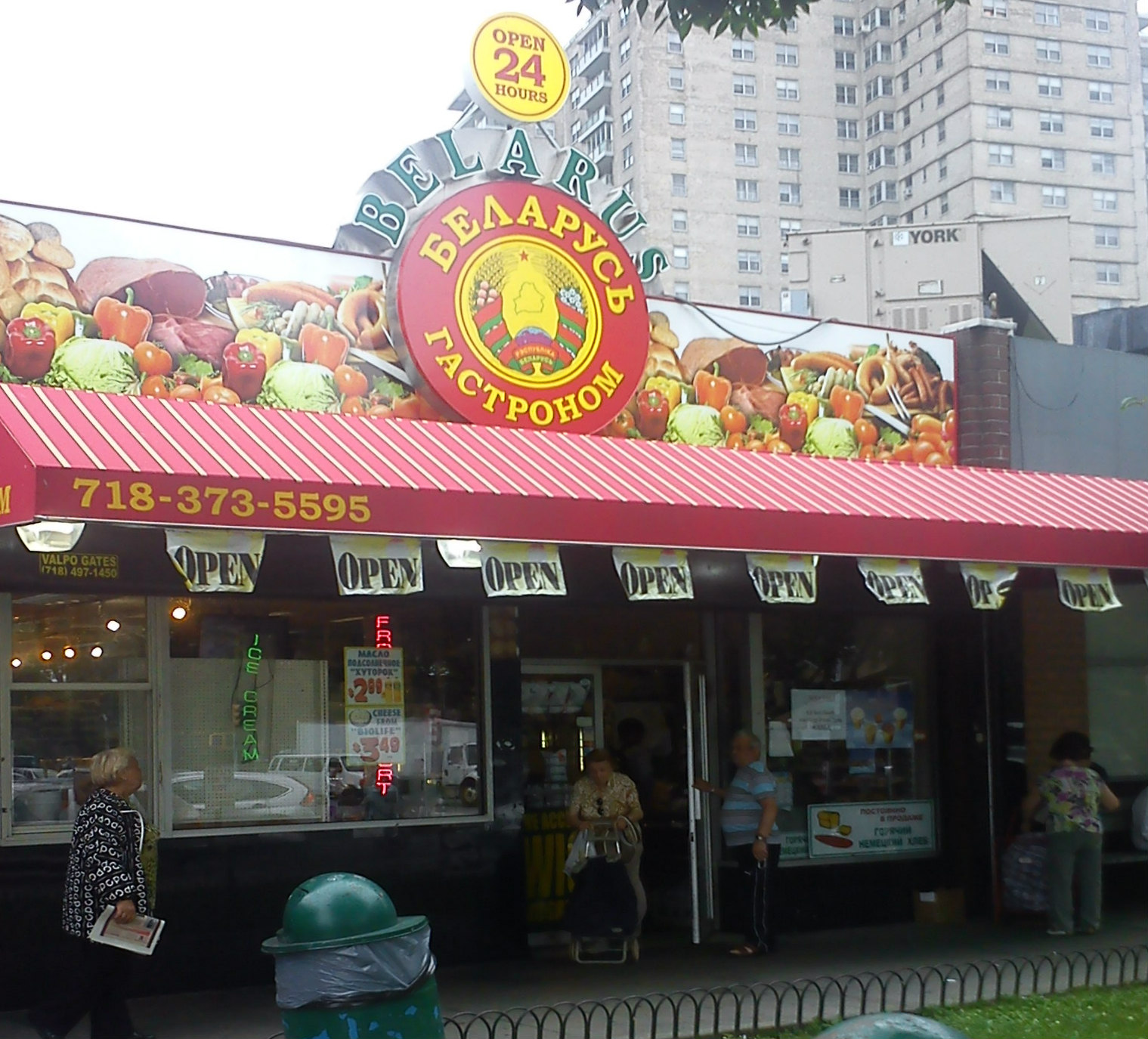
Гастроном «Білорусь» в Нью-Йорку

До середини 1950-х в США існувало близько 30 білоруських організацій. Головним лідером національної діяльності стало Білорусо-американське об'єднання, під опікою якого були створені об'єднання білоруського молоді в Америці (1951), Білорусо-американський допомоговий комітет (1956). Іншою впливовою білоруського організацією став Білоруський конгресовий комітет Америки, заснований на противагу першій.
У 1980-1990-х роках прибула порівняно невелика доля емігрантів, що виїхали з політичних, економічних або сімейних причин. Згідно з переписом якщо в 1980 році у США налічувалося 7328 білорусів, то в 1990 — тільки 4277.
У 2016 році в школі Community Outreach Academy, розташованій в передмісті столиці штату Каліфорнія міста Сакраменто в зоні компактного проживання слов'янської діаспори, відкрився клас білоруської мови і літератури; це було пов'язано із збільшенням кількість білоруських дітей, які навчаються в школі. Ідея відкриття білоруського класу була реалізована завдяки зусиллям директора школи Лариси Гончар, вихідця з Білорусі, і за сприяння з боку МЗС Білорусі, посольства в США і Гродненського міськвиконкому, який передав школі необхідні навчально-методичні матеріали.

## Кількість і проживання
Відповідно до перепису 1990 року білоруське походження засвідчили тільки 4277 респондентів. Слід враховувати, що частина білорусів записувалися  росіянами або  поляками залежно від віросповідання і місця народження. У 2000 році в США проживали 38505 чоловік, які народилися в Білорусі; з них  по-білоруськи вдома розмовляли тільки 1363 людини.
Найбільш щільно білоруси проживають в Нью-Йоркській агломерації, Нью-Джерсі, Лос-Анджелесі та Детройті.
Еміграція білорусів відбувалася хвилями: перша перед  революцією 1917 року, в 1919—1939 — із  Західної Білорусі, після Другої світової війни в 1940 — початку 1950-х і в 1990-х після  розпаду Радянського Союзу. До окремої течії емігрантів відносяться білоруські євреї, які емігрували через переслідування в Російській імперії.

## Освіта і культура
Однією з найбільших організацій білорусів США, які створили систему загальноосвітніх шкіл і займаються збереженням мови, культури і традицій Білорусі, є Білорусо-американське об'єднання (БАЗА). Діють білоруські хори, театральні гуртки, музичні та танцювальні колективи, видається газета «Білоруська думка».
У 1950-х роках в Саут-Рівері була заснована православна парафія святої Єфросинії Полоцької під юрисдикцією Константинопольського патріархату.
У 1951—1953 роках було засновано «Білоруський інститут науки і мистецтва», який займається вивченням білоруського мистецтва і науки по всьому світу, підтримує зв'язки з бібліотеками різних країн; з 1980-х років інститут підтримує контакти і з Білоруссю. У 1975—1985 БІНІМ організовував белорусознавчі курси в штатах Огайо, Нью-Йорк, Іллінойс та Нью-Джерсі.